# Maršal Francuske
Maršal Francuske (marescallus Franciae)  je, od vremena ukidanja dostojanstva francuskog konstabla
 1627., postalo najveće francusko vojno odlikovanje. Titula Maršala Francuske ili Admirala Francuske - što je ekvivalent u mornarici - predstavlja dostojanstvo u državi. Od smrti Maršala Juina 1967. godine, Francuska nema živog Maršala Francuske.

## Kroz francusku povijest
Od vremena otkako je naslov nastao 1185. godine pa do danas, titulu Maršala Francuske su nosila 342 maršala.
Maršal Francuske bio je vrhovni vojni čin u Francuskoj koji se koristio tijekom 19. stoljeća u operativnom svojstvu, dok tijekom 20. stoljeća dobiva značaj titule i ima ceremonijalna ulogu. Čin Maršala Francuske bila je uzvišena verzija već postojećeg vojnog vrhovnog čina maršala.
Prvi Maršal Francuske bio je Alberic Clément, kojeg je imenovao Filip II. 1190., a nosilac čina maršala je postao velikim časnikom krune. Posljednji Maršal kojem je dodijeljena ova titula je Marie-Pierre Kœnig, što je ceremonijalno obavljeno postumno 1984. godine.